# Hajer FC
Hajer FC (arabsky:نادي هجر) je saúdskoarabský profesionální fotbalový klub založený roku 1950. Letopočet založení je i v klubovém emblému. Klub hraje druhou nejvyšší saúdskoarabskou ligu Saudi First Division. Klub hraje na stadionu Prince Abdullah bin Jalawi Stadium, klubové barvy jsou bílá a černá.

## Vedení klubu
- Vlastník –  Abdulrahman Alneaim
- Ředitel klubu – Slobodan Ogsananovic
- Trenér – Sameer Hilal